# Ringstraße (Straßenname)
Ringstraße ist ein Straßenname, der meist von ringförmig verlaufenden Straßen bzw. Straßenabschnitten abgeleitet ist. Nicht selten sind bestehende historische Mauerringe von Altstädten namengebend, siehe hierzu auch Ringstraße.

## Bekannte Ringstraßen
Redaktionell geordnet nach den Ländern D-A-CH, dann alphabetisch nach den Orten.
| Artikel                                   | Ort                             | Frühere Namen                | Jahr der Benennung | Besonderheiten |
| ----------------------------------------- | ------------------------------- | ---------------------------- | ------------------ | --- |
| Ringstraße (Bad Salzuflen)                | Bad Salzuflen-Wüsten            | Krutheide                    | 1969               | Ringstraße 21 |
| Ringstraße (Berlin-Lichterfelde)          | Berlin-Lichterfelde             |                              | vor 1878           | Lilienthal-Gymnasium, Amtsgericht |
| Ringstraße in Tempelhof und in Mariendorf | Berlin-Tempelhof und Mariendorf | Ringchaussee                 | 1905               | Teubertbrücke |
| Ringstraße (Castrop-Rauxel)               | Castrop-Rauxel                  |                              |                    | Altes Rathaus (Ringstraße 29) |
| Ringstraße (Dresden)                      | Dresden                         | Maximilians- und Moritz-Ring | nach 1945          | Gewandhaus (Ringstraße 1), Ringstraße 3–11 |
| Ringstraße (Euerdorf)                     | Euerdorf                        |                              |                    | Die heutige Ringstraße folgt dem Verlauf der Ringmauer |
| Ringstraße (Fiegenstall)                  | Fiegenstall                     |                              |                    | Pfarrhof (Ringstraße 3) |
| Ringstraße (Heidenheim)                   | Heidenheim                      |                              |                    | Kloster Heidenheim (Ringstraße 2&8) |
| Ringstraße (Leverkusen)                   | Leverkusen-Hitdorf              |                              |                    | |
| Ringstraße (Merkendorf)                   | Merkendorf                      |                              |                    | St. Johannis (Merkendorf) und Friedhof (Merkendorf) (Ringstraße 20) |
| Ringstraße (Radebeul)                     | Radebeul                        |                              |                    | Ringstraße 16 |
| Ringstraße (Siegburg)                     | Siegburg                        |                              |                    | Ringstraße 21 |
| Ringstraße (Graz)                         | Graz, St                        |                              |                    | "Der Ring" umschließt die Innenstadt nur im Südosten und Süden und hat abschnittsweise unterschiedliche Namen: In Einbahnrichtung von Nordost nach West: Burgring, Opernring, Joanneumring. |
| Ringstraße (Klagenfurt)                   | Klagenfurt, K                   |                              |                    | Die 4 Namensabschnitte bilden die 4 Seiten eines Quadrats aus: St. Veiter Ring (Nordseite und nach NO hinausreichend), weiter im Uhrzeigersinn: Völkermarkter Ring, Viktringer Ring, Villacher Ring. |
| Ringstraße (Krems an der Donau)           | Krems an der Donau, NÖ          |                              |                    | Kremser Bank (Ringstraße 5–7), Bundesrealgymnasium Krems (Ringstraße 33) |
| Ringstraße (Wels)                         | Wels, OÖ                        |                              |                    | Die mittlere der drei durch das Stadtzentrum parallel zur Traun verlaufenden Straßen. Am Beginn im NO: Mariensäule (Ecke Adlerstraße). Am Ende im SW: Pollheimerpark. |
| Ringstraße (Wien)                         | Wien, W                         |                              |                    | Wiener Staatsoper, das „Erste Haus am Ring“ (Opernring 2). "Der Ring" bildet etwa einen 3/4-Kreis und umgrenzt zusammen mit dem nach SO verlaufenden Donaukanal die Innenstadt. Abschnittsweise trägt er folgende Namen – im Uhrzeigersinn und in Einbahnrichtung für Kfz: Stubenring, Parkring, Schubertring, Kärntnerring, Opernring. Burgring, Doktor-Karl-Renner-Ring, Universitätsring, Schottenring. 5,3 km lang. |

## Weitere Ringstraßen

### Deutschland
Spardorf

### Österreich
- Ebenthal, K
- Feldkirch. V
- Obertauern, S
- Rankweil, V
- Strem, B

## Anderes
Nürburgring, Österreichring und Salzburgring sind Autorennstrecken.